# Lumidee
Lumidee Cedeño (Harlem, Nueva York, 13 de octubre de 1984) más conocida como Lumidee, es una rapera y cantante estadounidense de R&B y Hip hop. 
Su debut musical se dio en 2003, con su álbum Almost Famous y que con su primer sencillo "Never leave you" logró posicionarse en los primeros lugares de popularidad en diversos países. Además de esta canción, logró hacer un remix con Fabolous y Busta Rhymes.
Lumidee también ha colaborado para artistas del reguetón tales como N.O.R.E., Pitbull y el dueto Nina Sky, con la canción "Más maíz", así como en "Siéntelo" con Sir Speedy, entre otros artistas.

## Vida personal
Lumidee creció, junto a sus 2 hermanos y 2 hermanas, en el Harlem y fue criada por sus abuelos tras la muerte de su padre en 1995. Sus influencias musicales vienen de artistas como Mary J. Blige, Missy Elliot, MC Lyte y Lauryn Hill, siendo todas ellas artistas fieles a sus creencias musicales. “Ver a diferentes artistas crecer en los suburbios y llegar a donde han llegado, me ha ayudado mucho”, dice Lumidee. “Tienes que perseguir tu sueño. No importa lo que digan los demás, se trata de tu felicidad.”

## Carrera
Lumidee no es la típica cantante de R&B. De hecho, la cantante de 39 años procedente del Harlem, ya era conocida antes de escribir su primera balada. Empezó a cantar a los 12 años, se puso a trabajar en ella con su vecino, el productor y DJ Ted Smooth. Después de varios años perfeccionando su talento, Lumidee ha creado su primer disco de Hip-Hop y R&B, que demuestra la mina de oro en la que se ha convertido. Su disco de debut, Almost Famous, lanzado bajo Straight Face/Universal Records, demuestra la huella que va a dejar en la industria. 
La gente empieza a reconocer mi nombre, pero aún no lo asocian con el sencillo, *Never Leave You (Uh-Oooh)*, comenta Lumidee. *Voy por buen camino, pero aún no he llegado a la meta. De ahí, que nombrara el disco Almost Famous (Casi Famosa).*
Más conocida como *Uh-Oooh*, la canción *Never Leave You*, es el primer sencillo dance del disco. Marcada por ritmos fáciles y caribeños, el tema es una mezcla entre el Reggae y el R&B, que resalta el talento de esta joven. El sencillo fue lanzado de forma independiente por la compañía neoyorquina, Straight Face Records. La canción fue muy bien acogida en las radios y locales de Nueva York, Atlanta y Miami. Sigue siendo una de las canciones más calientes de la estación de radio, Hot 97.
Almost Famous contiene el sencillo de éxito *Never Leave You (Uh-Oooh)*, y la remezcla de Busta Rhymes y Fabolous. El disco tiene desde canciones más rápidas hasta baladas, una combinación que Lumidee ha interpretado sin mucho esfuerzo. En la canción *Crashin' the Party*, Lumidee canta junto a N.O.R.E.. Se trata de una canción dirigida a las mujeres que contiene las letras *Tengo ganas de montar una fiesta,Que nadie me pare,Sí no te gusta mi estilo no me copies chica, me habéis entendido?*
Lumidee muestra su sentido del ritmo en el tema *Go With Me*. La canción de R&B se centra en las letras, y en su talento como MC. Continúa cantando, y explorando la naturaleza de las relaciones sentimentales. Almost Famous es un disco de baladas y de canciones con marcha. Con la aparición de varias estrellas del hip-hop y una producción muy cuidada, Lumidee no necesita mucho más para convertirse en una gran estrella.

## Álbumes
- 2003 – Almost Famous
- 2007 – Unexpected

## Singles
- 2003 – "Never Leave You (Uh Oooh Uh Oooh)"
- 2003 – "Crashin' A Party" (featuring N.O.R.E.)
- 2005 – "Sientelo" (Speedy feat. Lumidee) http://es.wikipedia.org/w/index.php?title=Lumidee&action=edit
- 2006 – "Dance!" (Goleo VI presents Lumidee feat. Fatman Scoop)
- 2006 – "Maz Maiz" (N.O.R.E. feat Lumidee, Fat Joe, Lil Rob, Chingo Bling, Big Mato, Nina Sky, Negra of LDA)
- 2007 – "She's Like The Wind" (featuring Tony Sunshine)
- 2007 – "Crazy" (featuring Pitbull)
- 2010 - "Mariah (You Know I Want You) (Radio Edit)" (featuring Juan Magan
- 2011 – "Si No Le Contesto (Remix Crossover)" (featuring Plan B, DyNasty)
- 2013 – "Dance 2013" (vs. Fatman Scoop)